# 1637 w literaturze
Wydarzenia literackie w 1637 roku.

## Nowe książki
- polskie
  - Łukasz Górnicki – Dzieje w Koronie Polskiej ... od roku 1538 aż do roku 1572

## Nowe dramaty
- polskie
  - Piotr Baryka – Z chłopa król